# Simirestis dewildemaniana
Simirestis dewildemaniana là một loài thực vật có hoa trong họ Dây gối. Loài này được N.Hallé miêu tả khoa học đầu tiên năm 1962.